# Битва при Монмюране
Битва у Монмюрана — одно из сражений Войны за бретонское наследство (составляющей Столетней войны), которое произошло 10 апреля 1354 года. В нём армия герцога Карла, которого поддерживала Франция, одержала победу над армией герцога Жана V, которого поддерживали англичане. Согласно преданию, сэр Хью Кавли, командовавший войсками последнего, был пленён, а Бертран дю Геклен был произведён в рыцари.